# Carcheto-Brustico
 Carcheto-Brustico  là một xã ở tỉnh Haute-Corse trên đảo Corse, Pháp. Xã này có diện tích 5,19 km², dân số năm 1999 là 18 người. Khu vực này có độ cao 630 mét trên mực nước biển.